# ᴫ
Cette page contient des caractères spéciaux ou non latins. S’ils s’affichent mal (▯, ?, etc.), consultez la page d’aide Unicode.
ᴫ, appelé petite capitale el, est une lettre cyrillique qui est utilisée dans l’alphabet phonétique ouralien.

## Utilisation
Dans l’alphabet phonétique ouralien de Sovijärvi et Peltola publié en 1970, ‹ ᴫ › représente une consonne spirante latérale alvéolaire vélarisée dévoisée, notée [l̥ˠ] avec l’alphabet phonétique international, la lettre minuscule ‹ л › représentant la consonne spirante alvéolaire voisée, [lˠ], et les petites majuscules indiquant un dévoisement.

## Représentations informatiques
La petite capitale el peut être représentée avec les caractères Unicode (Extensions phonétiques) suivants :
| formes    | représentations | chaînes de caractères | points de code | descriptions                                   |
| --------- | --------------- | --------------------- | -------------- | ---------------------------------------------- |
| minuscule | ᴫ               | ᴫ                     | U+1D2B         | lettre minuscule cyrillique petite capitale el |